# Liste de peintures de Nicolas Colombel
Cette page dresse la liste des peintures de Nicolas Colombel, peintre français de la fin du XVIIe  et du début du  XVIIIe siècle.

## Liste
| Image | Titre                                                                                    | Date           | Techniques et dimensions         | Commentaire | Lieu de conservation                                            | N° de catalogue raisonné (Chastagnol, 2012) |
| ----- | ---------------------------------------------------------------------------------------- | -------------- | -------------------------------- | ----------- | --------------------------------------------------------------- | ------------------------------------------- |
|       |                                                                                          |                |                                  |             |                                                                 |                                             |
|       | Adam et Ève chassés du Paradis                                                           |                | Huile sur toile 90 x 115,5 cm    |             | Collection particulière                                         | P1                                          |
|       | Moïse exposé sur les eaux                                                                |                | Huile sur toile 73 x 98 cm       |             | Collection particulière                                         | P2                                          |
|       | Moïse exposé sur les eaux                                                                |                | Huile sur toile 73,3 x 92 cm     |             | Collection particulière                                         | P3                                          |
|       | Moïse sauvé des eaux                                                                     |                | Huile sur toile 74,9 x 98,1 cm   |             | Collection particulière                                         | P4                                          |
|       | Moïse sauvé des eaux                                                                     |                | Huile sur toile 72 x 96 cm       |             | Greenville, Bob Jones University                                | P5                                          |
|       | Moïse foulant aux pieds la couronne de Pharaon                                           |                | Huile sur toile 87 x 114 cm      |             | Collection particulière                                         | P7                                          |
|       | Moïse défendant les filles de Jéthro                                                     |                | Huile sur toile 122 x 72 cm      |             | Stanford, Stanford University Museum of Art, Cantor Arts Center | P8                                          |
|       | Agar et l'Ange                                                                           |                | Huile sur toile 73,5 x 97 cm     |             | Budapest, musée des Beaux-Arts                                  | P9                                          |
|       | L'Adoration des mages                                                                    |                | Huile sur toile 64 x 80 cm       |             | Localisation actuelle inconnue                                  | P11                                         |
|       | L'Adoration des mages                                                                    |                | Huile sur toile 114,6 x 148,8 cm |             | La Nouvelle-Orléans, Museum of Art                              | P12                                         |
|       | La Fuite en Égypte                                                                       |                | Huile sur toile 68 x 97 cm       |             | Pouchkine, Palais de Tarskoïe Selo                              | P13                                         |
|       | Le Christ et la Samaritaine                                                              |                | Huile sur toile 74 x 97,5 cm     |             | Salzbourg, Residenzgalerie                                      | P14                                         |
|       | La Madeleine aux pieds du Christ chez Simon le Pharisien                                 | 1682           | Huile sur toile 122 x 173 cm     |             | Baroda, Museum and Picture Gallery                              | P15                                         |
|       | Le Christ et la Femme adultère                                                           | 1682           | Huile sur toile 121 x 171,5 cm   |             | Rouen, musée des Beaux-Arts                                     | P16                                         |
|       | Le Christ guérissant les aveugles de Jéricho                                             | 1682           | Huile sur toile 118,5 x 87,8 cm  |             | Saint-Louis, Art Museum                                         | P17                                         |
|       | Le Christ chassant les marchands du temple                                               | 1682           | Huile sur toile 118,5 x 87,7 cm  |             | Saint-Louis, Art Museum                                         | P18                                         |
|       | Noli me tangere                                                                          |                | Huile sur toile 73 x 59,5 cm     |             | Collection particulière                                         | P19                                         |
|       | La Madeleine                                                                             |                | Huile sur bois 43 x 33 cm        |             | Collection particulière                                         | P20                                         |
|       | Saint Bruno refusant l'évêché de Reggio de Calabre                                       | 1685           | Huile sur toile 267 x 190 cm     |             | Villeneuve-lès-Avignon, musée Pierre de Luxembourg              | P21                                         |
|       | Saint Dominique présentant au Christ l'ordre des Dominicains                             | 1687           | Huile sur toile 400 x 246 cm     |             | Grenoble, musée de Grenoble                                     | P22                                         |
|       | Sainte Cécile                                                                            |                | Huile sur bois 43,5 x 33,5 cm    |             | Rouen, musée des Beaux-Arts                                     | P23                                         |
|       | Saint Hyacinthe sauvant la statue de la Vierge des ennemis du Nom chrétien               | vers 1686-1694 | Huile sur toile 239 x 174 cm     |             | Paris, musée du Louvre                                          | P24                                         |
|       | Cincinnatus recevant les envoyés du Sénat                                                |                | Huile sur toile 122 x 173 cm     |             | Maincy, château de Vaux-le-Vicomte                              | P26                                         |
|       | Cincinnatus recevant les envoyés du Sénat                                                |                | Huile sur toile 55 x 74 cm       |             | Collection particulière                                         | P27                                         |
|       | Fabius Maximus présentant au soldat lucanien sa compagne                                 | 1704           | Huile sur toile 80 x 114,2 cm    |             | Collection particulière                                         | P28                                         |
|       | Renaud abandonnant Armide                                                                |                | Huile sur toile 118 x 170 cm     |             | Collection particulière                                         | P29                                         |
|       | Mars et Vénus                                                                            |                | Huile sur toile 121 x 70 cm      |             | Collection particulière                                         | P30                                         |
|       | Mars et Rhéa Silvia                                                                      | 1694           | Huile sur toile 145 x 173 cm     |             | Paris, École nationale supérieure des Beaux-Arts                | P31                                         |
|       | Bacchanale autour de la statue de Bacchus                                                |                | Huile sur toile 118 x 160 cm     |             | Collection particulière                                         | P33                                         |
|       | L'Enlèvement d'Europe                                                                    |                | Huile sur toile 82,7 x 116,5 cm  |             | Copenhague, Statens Museum for Kunst                            | P34                                         |
|       | Le Triomphe de Galatée                                                                   |                | Huile sur toile 82,7 x 119 cm    |             | Copenhague, Statens Museum for Kunst                            | P35                                         |
|       | Le Triomphe de Galatée                                                                   |                | Huile sur cuivre 39 x 49,5 cm    |             | Collection particulière                                         | P36                                         |
|       | Vénus sur son char                                                                       |                | Huile sur toile 115 x 148 cm     |             | Collection particulière                                         | P37                                         |
|       | Clytie changée en tournesol                                                              |                | Huile sur toile 103 x 81 cm      |             | Auxerre, musée d'Art et d'Histoire                              | P38                                         |
|       | Narcisse se mirant dans l'eau                                                            |                | Huile sur toile 59,7 x 72,4 cm   |             | Salisbury, Wilton House                                         | P39                                         |
|       | La Course d'Hippomène et d'Atalante                                                      |                | Huile sur toile 125 x 138 cm     |             | Vienne, Collection du prince de Liechtenstein                   | P40                                         |
|       | Psyché abandonnée par l'Amour                                                            |                | Huile sur toile 118 x 148 cm     |             | Collection particulière                                         | P41                                         |
|       | La Toilette de Vénus                                                                     | 1698           | Huile sur toile 110,5 x 140,5 cm |             | Collection particulière                                         | P42                                         |
|       | Portrait de femme en Flore                                                               | 1701           | Huile sur toile 74 x 82,5 cm     |             | Collection particulière                                         | P43                                         |
|       | Portrait de femme en Source                                                              |                | Huile sur toile 60 x 74,5 cm     |             | Collection particulière                                         | P44                                         |
|       | Portrait de femme sous les traits d'Ariane secourue par Bacchus                          | 1699           | Huile sur toile 68,5 x 105 cm    |             | Localisation actuelle inconnue                                  | P45                                         |
|       | Portrait de femme en Diane au retour de la chasse                                        | 1698           | Huile sur cuivre 65,7 x 81,1 cm  |             | Collection particulière                                         | P46                                         |
|       | Portrait de femme en Flore                                                               |                | Huile sur toile 92 x 73 cm       |             | Collection particulière                                         | P47                                         |
|       | Portrait d'Agnès Berthelot de Pléneuf et de sa fille sous les traits de Vénus et l'Amour |                | Huile sur toile                  |             | Localisation actuelle inconnue                                  | P48                                         |
|       | Portrait d'Agnès Berthelot de Pléneuf et de sa fille sous les traits de Vénus et l'Amour |                | Huile sur toile 115 x 80 cm      |             | Collection particulière                                         | P49                                         |
|       | Portrait allégorique d'un homme couronné par l'Amour                                     |                | Huile sur toile                  |             | Collection particulière                                         | P50                                         |
|       | Portrait de Philippe-Emmanuel de Coulanges en habit de carnaval                          | 1690           | Huile sur toile 38 x 33 cm       |             | Paris, musée Carnavalet                                         | P54                                         |
|       | Portrait de Philippe-Emmanuel de Coulanges en habit de carnaval                          | 1690           | Huile sur toile 35,5 x 27,4 cm   |             | Grignan, musée départemental du château                         | P55                                         |
|       | Portrait de Philippe-Emmanuel de Coulanges en habit de carnaval                          | vers 1690      | Huile sur bois 32 x 25 cm        |             | Collection particulière                                         | P56                                         |
|       | Portrait de Philippe-Emmanuel de Coulanges en habit de carnaval                          | vers 1690      | Huile sur bois 32 x 25 cm        |             | Carrouges, château                                              | P57                                         |
|       | Portrait de femme                                                                        |                | Huile sur toile 138 x 106 cm     |             | Localisation actuelle inconnue                                  | P58                                         |
|       | Portrait d'Agnès Berthelot de Pléneuf                                                    |                | Huile sur toile 81 x 66 cm       |             | Châlons-en-Champagne, musée des Beaux-Arts et d'Archéologie     | P59                                         |
|       | Baigneuses                                                                               |                | Huile sur toile 37 x 45 cm       | Attribué    | Localisation actuelle inconnue                                  | PP1                                         |
|       | Sainte Cécile                                                                            |                | Huile sur toile 40,5 x 33 cm     | Attribué    | Collection particulière                                         | PP2                                         |